# Cauvignac
Cauvignac är en kommun i departementet Gironde i regionen Nouvelle-Aquitaine i sydvästra Frankrike. Kommunen ligger i kantonen Grignols som tillhör arrondissementet Langon. År 2022 hade Cauvignac 144 invånare.

## Befolkningsutveckling
Antalet invånare i kommunen Cauvignac
Referens:INSEE